# Karonga
Karonga est une ville du nord du Malawi, située sur la rive du lac Nyasa. Sa population en 2008 est de 42 555 habitants. Elle est située à 478 m d'altitude. La ville bénéficie d'un aérodrome. L'économie repose sur la pêche et la culture du riz, du coton et de thé.

## Religion
Karonga est le siège d'un évêché catholique créé le 21 juillet 2010.

## Exploitation minière
À 52 km à l'ouest se trouve l'ancienne Mine de Kayelekera, où de l'uranium fut extrait de 2009 à 2014.